# 新馬場駅
新馬場駅（しんばんばえき）は、東京都品川区北品川二丁目にある京浜急行電鉄（京急）本線の駅である。駅番号はKK03。

## 概説
当駅は京急本線の高架化工事の際に、北馬場駅（きたばんばえき、北緯35度37分3.4秒 東経139度44分28.9秒）と南馬場駅（みなみばんばえき、北緯35度36分53秒 東経139度44分30.7秒）を統合し、両駅の中間地点に建設された。
高架化工事中の1975年から1976年にかけて、下り線のみ先行統合を行った結果、改札口は別の駅であるにもかかわらず、下りホームを2つの駅で共用するという状態になった。このため、下りホームの駅名標は「北馬場・南馬場」と2つの駅名が併記され、当時の全国版の時刻表では北馬場駅と南馬場駅は別の駅として表記された上で、注釈として「北馬場駅と南馬場駅の下りホームは同一」と記されていた。上り線の高架化が完成したことに伴い、新馬場駅として統合された。
最大で6両編成の普通のみが停車する駅であるにもかかわらず、ホーム有効長が長い（約200メートル）。これは、統合に際して旧駅それぞれの位置に改札口を設けることで利便性維持を図ったためである。
公式な駅所在地は北口側の品川区北品川二丁目とされているが、南口側は目黒川を挟んだ品川区南品川一丁目に位置している。

## 歴史
- 1904年（明治37年）5月8日 - 京浜電気鉄道の品川駅（現在の北品川駅）- 八幡駅（現在の大森海岸駅）間の開業に伴い北馬場駅、南馬場駅が開業[2][4]。
- 1943年（昭和18年）7月1日 - 北馬場駅が営業休止[4]。
- 1944年（昭和19年）11月10日 - 北馬場駅が廃止[4]。
- 1946年 （昭和21年）10月 - 北馬場駅が再開業[4]。
- 1975年（昭和50年）8月27日 - 北品川駅 - 青物横丁駅間の下り線が高架化[2] 。下り線ホームのみ先行して両駅が統合され[2]、北馬場・南馬場駅と案内される。
- 1976年（昭和51年）10月15日 - 上り線高架化[2] 。上り線の両駅も統合され、同日より新馬場駅となる[2]。
- 2014年（平成26年）1月10日 - 副駅名に寺田倉庫前が追加[5]。
- 2020年（令和2年）3月頃 - 副駅名から寺田倉庫前が削除。

## 駅構造
相対式ホーム2面2線を有する高架駅。プラットホームは目黒川を跨いでいる。
改札口は2か所あり、北品川寄りの北口が旧・北馬場駅、青物横丁寄りの南口が旧・南馬場駅である。南口改札とホームを連絡するコンコースは、南馬場駅の跡地を利用して設置された。そのため、ホーム自体も京急車11両分が止まれるほどの長さがある。
駅簡易自動放送は、1番線が関根正明、2番線が大原さやかが担当している。

### のりば
| 番線 | 路線 | 方向 | 行先                              |
| ---- | ---- | ---- | --------------------------------- |
| 1    | 本線 | 下り | 羽田空港方面 / 横浜・三浦海岸方面 |
| 2    | 本線 | 上り | 品川・新橋方面                    |

ただし、当駅から下り方面の羽田空港（京急蒲田を除く空港線各駅）や三浦海岸（久里浜線の京急久里浜より先）、上り方面の新橋（本線の品川より先、都営浅草線）へ直通する定期旅客列車の設定はない。

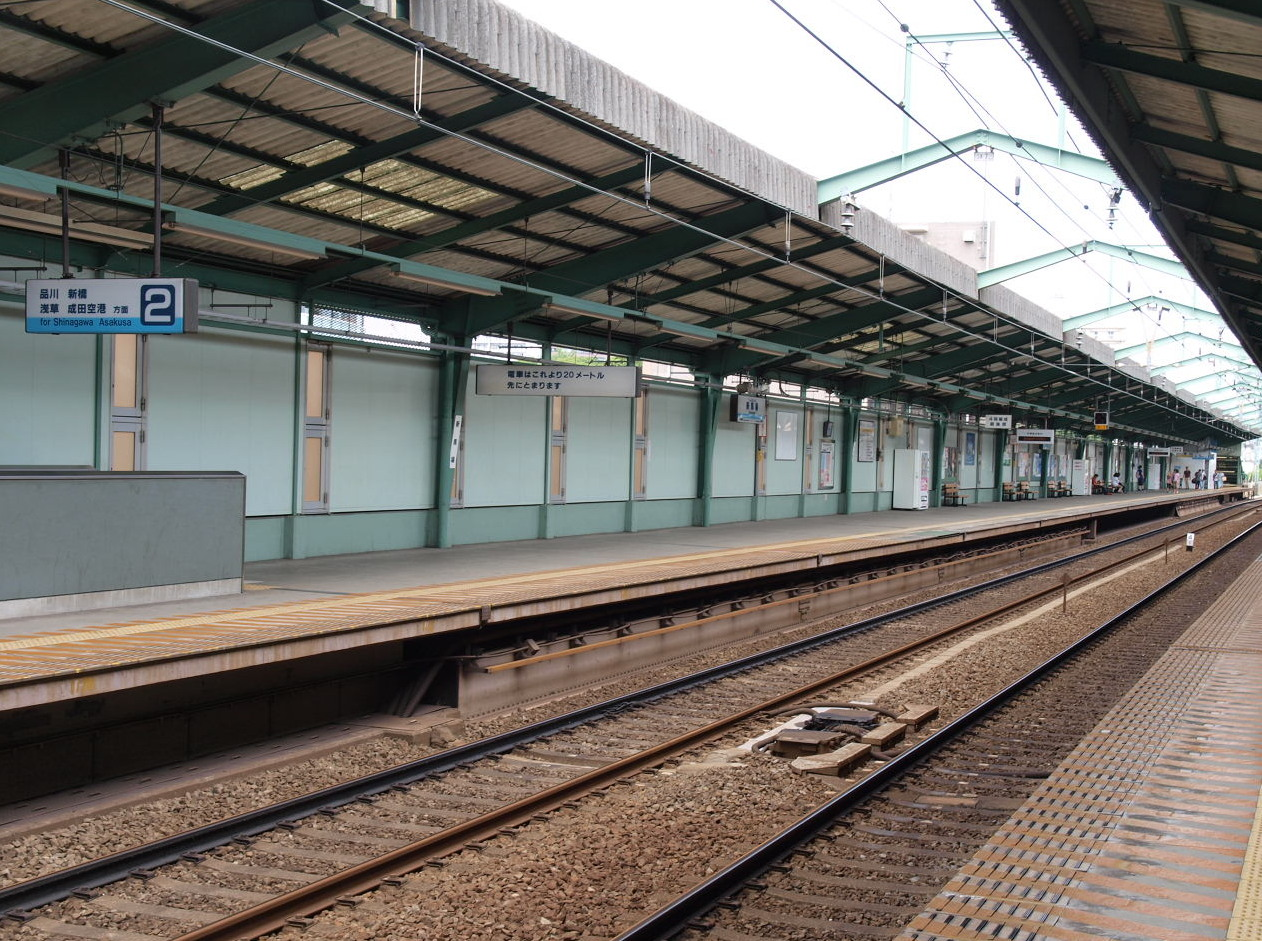
ホーム（2010年8月）
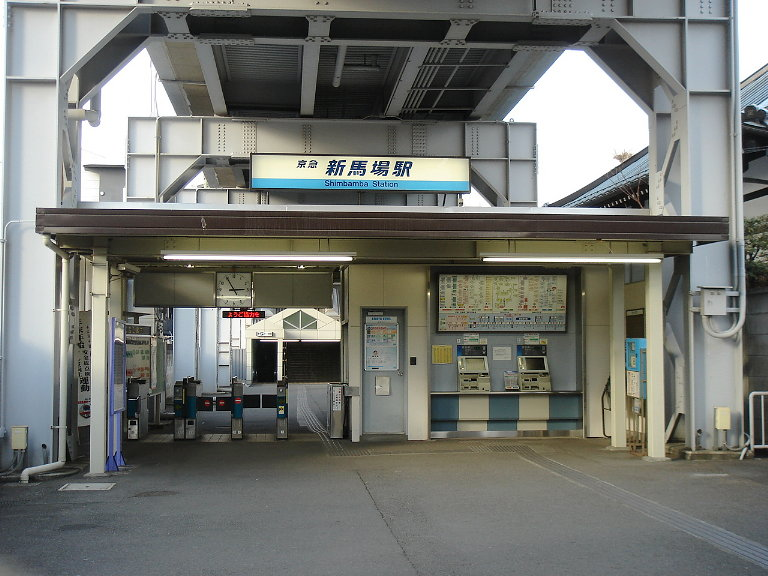
南口外観（2007年1月）

## 利用状況
2024年（令和6年）度の1日平均乗降人員は15,099人であり、京急線全72駅中46位。
近年の1日平均乗降・乗車人員の推移は下記の通り。
| 年度               | 1日平均 乗降人員 | 1日平均 乗車人員 | 出典     |
| ------------------ | ---------------- | ---------------- | -------- |
| 1990年（平成02年） |                  | 6,959            | [ * 1 ]  |
| 1991年（平成03年） |                  | 7,161            | [ * 2 ]  |
| 1992年（平成04年） |                  | 7,189            | [ * 3 ]  |
| 1993年（平成05年） |                  | 7,537            | [ * 4 ]  |
| 1994年（平成06年） |                  | 7,447            | [ * 5 ]  |
| 1995年（平成07年） |                  | 7,505            | [ * 6 ]  |
| 1996年（平成08年） |                  | 6,910            | [ * 7 ]  |
| 1997年（平成09年） |                  | 6,647            | [ * 8 ]  |
| 1998年（平成10年） |                  | 6,603            | [ * 9 ]  |
| 1999年（平成11年） |                  | 6,637            | [ * 10 ] |
| 2000年（平成12年） |                  | 6,756            | [ * 11 ] |
| 2001年（平成13年） |                  | 6,499            | [ * 12 ] |
| 2002年（平成14年） | 12,766           | 6,216            | [ * 13 ] |
| 2003年（平成15年） | 12,589           | 6,101            | [ * 14 ] |
| 2004年（平成16年） | 12,765           | 6,205            | [ * 15 ] |
| 2005年（平成17年） | 12,610           | 6,126            | [ * 16 ] |
| 2006年（平成18年） | 12,670           | 6,195            | [ * 17 ] |
| 2007年（平成19年） | 12,915           | 6,369            | [ * 18 ] |
| 2008年（平成20年） | 13,051           | 6,474            | [ * 19 ] |
| 2009年（平成21年） | 13,159           | 6,542            | [ * 20 ] |
| 2010年（平成22年） | 12,990           | 6,466            | [ * 21 ] |
| 2011年（平成23年） | 12,715           | 6,322            | [ * 22 ] |
| 2012年（平成24年） | 13,760           | 6,836            | [ * 23 ] |
| 2013年（平成25年） | 14,618           | 7,252            | [ * 24 ] |
| 2014年（平成26年） | 15,017           | 7,477            | [ * 25 ] |
| 2015年（平成27年） | 15,704           | 7,811            | [ * 26 ] |
| 2016年（平成28年） | 16,318           | 8,148            | [ * 27 ] |
| 2017年（平成29年） | 16,867           | 8,430            | [ * 28 ] |
| 2018年（平成30年） | 16,667           | 8,348            | [ * 29 ] |
| 2019年（令和元年） | 16,979           | 8,497            | [ * 30 ] |
| 2020年（令和02年） | 11,931           |                  |          |
| 2021年（令和03年） | 12,487           |                  |          |
| 2022年（令和04年） | 13,894           |                  |          |
| 2023年（令和05年） | 14,577           |                  |          |
| 2024年（令和06年） | 15,099           |                  |          |

## 駅周辺
北馬場駅時代の1968年までは品川区役所旧本庁舎最寄り駅だった（跡地は現：品川区総合保健センター）ため、現在も品川区の拠点の一つとして当駅周辺には品川区の公共施設が多い。北口側には旧東海道から分岐して、品川神社への参道にもなっている商店街が整備されているが、南口側は住宅街になっている。
駅の直下には山手通りが横断しており、また、第一京浜と平面交差しているため、交通の要所となっている。

### 北口

#### 官公庁・公共施設
- 品川区総合保健センター（保健所・旧品川区役所跡地）
- 品川消防署
- 品川区シルバー人材センター
- 品川第一地域センター
- 品川区立品川図書館
  - 六行会ホール

- 品川区北品川つばさの家（児童相談所）

#### 教育機関
- 品川区立品川学園

#### 医療
- 品川区医師会館
  - 品川区医師会検診センター
  - 品川区医師会休日診療所
  - 医師会立品川区訪問介護ステーション

#### 史跡・自然
- 区立子供の森公園（通称・怪獣公園）

- 品川神社

- 目黒川

#### ホテル
- 京急EXイン 新馬場駅北口

#### 店舗
- ドトールコーヒーショップ京急新馬場店

#### ランドマーク
- 天王洲アイル
- 寺田倉庫

#### 法人
- 第一三共品川工場研究開発センター

- ローソン本社

#### 放送局
- テレビ東京・天王洲スタジオ
  - InterFM897本社

#### 交通
- 大崎駅 - 当駅から西へ900m程（徒歩およそ17分）の所にあるが、連絡運輸は行っていない。
- 天王洲運河 - 当駅から東へ600m程の所にある。

### 南口

#### 官公庁・公共施設
- 警視庁品川警察署

#### 教育機関
- 品川区立城南小学校

#### 郵便局・金融機関
- 南品川一郵便局
- 南品川四郵便局

#### 史跡・自然
- 荏原神社

- 東品川公園

#### 商店街
- 品川銀座

## バス路線
東急バスと都営バスにより運行されている。

### 新馬場駅前（北口側）
| 乗り場 | 運行事業者 | 系統・行先                                                             | 備考 |
| ------ | ---------- | ---------------------------------------------------------------------- | ---- |
| 1      | 東急バス   | 井50：武蔵小山駅 品94：蒲田駅・池上駅前                                |      |
| 2      | 東急バス   | 井50：高輪ゲートウェイ駅 品94：品川駅 渋43：高輪ゲートウェイ駅・品川駅 |      |
| 3      | 東急バス   | 渋41：大井町駅                                                         |      |
| 4      | 東急バス   | 渋41：渋谷駅・清水 渋43：渋谷駅・清水                                  |      |

### 南馬場（南口側）
| 乗り場 | 運行事業者 | 系統・行先                                             | 備考 |
| ------ | ---------- | ------------------------------------------------------ | ---- |
| 1      | 東急バス   | 井50：武蔵小山駅 品94：蒲田駅・池上駅前 渋41：大井町駅 |      |
| 1      | 都営バス   | 井96：大井町駅東口                                     |      |
| 2      | 東急バス   | 渋41：渋谷駅・清水                                     |      |

## 隣の駅
京浜急行電鉄
 本線
■エアポート快特・■快特・■特急・■急行
通過
■普通
北品川駅 (KK02) - 新馬場駅 (KK03) - 青物横丁駅 (KK04)